# Batalha de Zenta
A Batalha de Zenta ou Batalha de Senta, aconteceu em 11 de setembro de 1697 bem ao sul da atual cidade sérvia de Senta (cirílico sérvio: Сента, alemão e húngaro: Zenta), na margem leste do rio Tisza, foi um grande confronto na Grande Guerra Turca (1683–1699) e uma das derrotas mais decisivas da história otomana.

## Antecedentes
Após a capital dos Habsburgos ter-se livrado do cerco otomano na Batalha de Viena, de 1683, a Áustria passou a gozar de grande prestígio na Europa e chegou até a conquistar Belgrado em 1688 e a maioria da planície panônica. Mas, como a guerra com os franceses exigiu mais tropas, e o novo grão-vizir reestruturou e revigorou o exército otomano, o sucesso austríaco nos Bálcãs terminou. Belgrado foi retomado pelos otomanos em 1690 e os anos após a campanha foram relativamente inconclusivos.
Foi possível aumentar os esforços de guerra austríacos em 1697, após a deserção do Ducado de Saboia da França em 1696, liberando as tropas imperiais do norte da Itália. Os austríacos seriam liderados pelo príncipe Eugênio de Savoia, em seu primeiro comando independente e não seria o seu último.

## Batalha

### Manobras iniciais
O príncipe Eugênio foi feito comandante em chefe do Exército do Reino da Hungria em 5 de julho de 1697. Seu exército consistia de 70 mil homens dos quais apenas 35 mil estavam preparados para o combate. Como não havia dinheiro para financiar uma guerra, Eugênio teve de pedir dinheiro emprestado para pagar salários e para criar um grupo de serviço médico.
Quando chegaram as notícias de que o sultão e seu exército estavam em Belgrado, Eugênio decidiu reunir todas as suas tropas disponíveis da Hungria Superior e Transilvânia e começou a deslocá-las para Petrovaradin. Após as tropas estarem reunidas, Eugênio pode contar com um exército imperial de 50 mil a 55 mil homens para enfrentar os otomanos. Durante o mês de agosto, Eugênio chamou para a luta os otomanos nos arredores da fortaleza de, porém, os otomanos, tentando iniciar um cerco, recusaram no momento a entrar em luta. Em setembro, os otomanos se deslocaram para o norte na tentativa de capturar a fortaleza de Szeged e depois enfrentar o exército imperial.

### A batalha
Após a captura do Pasja Dschaafer pela cavalaria imperial, o plano do cerco de Szeged foi abandonado e o sultão decidiu retornar para passar o inverno, que estava próximo, perto de Timişoara. Foi quando Eugênio percebeu a intenção do sultão e decidiu forçar uma batalha.
Em 11 de setembro de 1697, o exército otomano estava tentando atravessar o rio Tisza perto de Senta, sem saber que o exército imperial estava próximo. O exército imperial, assim, foi capaz de realizar um ataque surpresa e combater o inimigo enquanto ele ainda cruzava o rio. Após um intenso bombardeio da artilharia, muitos regimentos de Dragões Imperiais a pé, começaram a cavar trincheiras e a trocarem fogo com o inimigo. As tropas otomanas por trás da área de trincheiras recuaram de maneira descoordenada em direção à ponte sobre o rio, deixando o acesso ao local congestionado. A artilharia austríaca dizimou as tropas otomanas. O flanco esquerdo do exército cristão atacado penetrou entre o flanco esquerdo otomano e a ponte, cortando sua retirada. Ao mesmo tempo, as forças imperiais atacaram a partir da frente e, após ferozes combates, romperam através das trincheiras em torno do acampamento otomano. No interior do acampamento, a luta foi terrível. Os soldados imperiais atacavam incansavelmente. Quase mil soldados otomanos escaparam. Mais de dez mil otomanos morreram afogados no rio Tisza. Mais de vinte mil soldados otomanos morreram no campo de batalha.

## Conseqüências

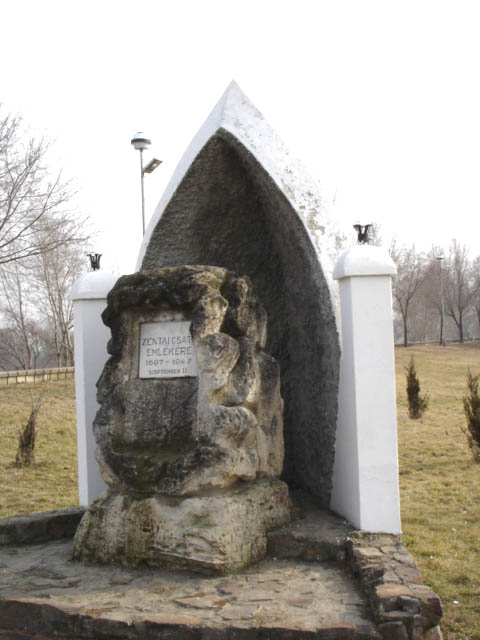
O monumento da batalha.

A batalha foi uma incrível vitória da Áustria; ao custo de 500 homens que tinham infligido a perda de 30 mil otomanos (incluindo cerca de 10 mil que morreram afogados no rio Tisza) e capturado o harém do sultão, 87 canhões, a arca do tesouro real, o selo estatal do Império Otomano. O principal exército otomano foi disperso e os austríacos conseguiram completa liberdade de ação na Bósnia, onde Sarajevo foi incendiada.
Pelos termos do Tratado de Karlowitz em 1699, os austríacos forçaram o sultão Mustafá II a fazer a paz com o Imperador, e a ceder a Transilvânia e os eyaletis otomanos de Buda, Eger e Kanizsa, que foram posteriormente transformados ou integrados às províncias dos Habsburgos conhecidas como  Principado da Transilvânia, Reino da Hungria, Reino da Eslavônia e a Fronteira Militar.